# 田心村 (八鄉)

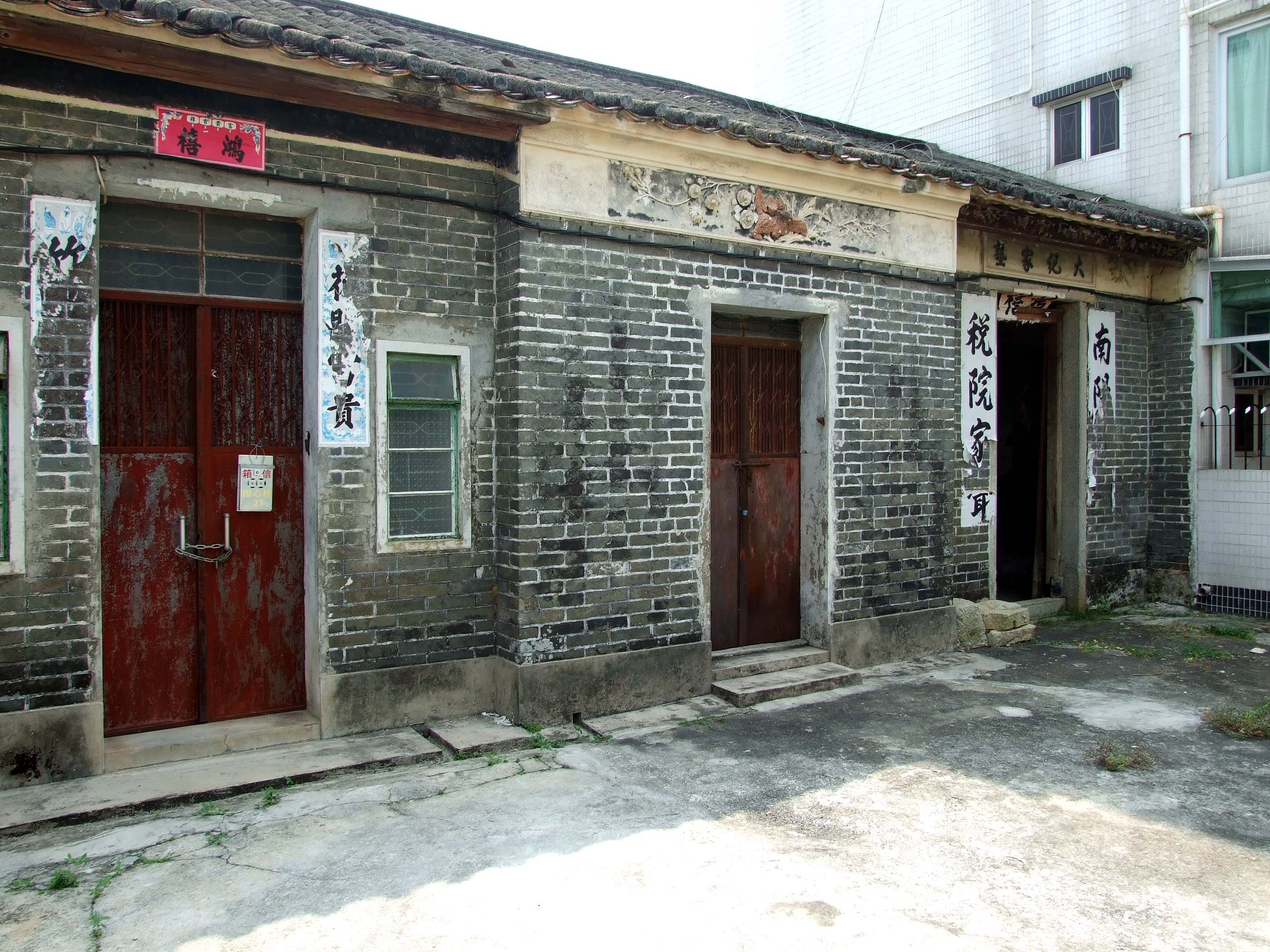
田心村內的大紀家塾。

田心村（英語：Tin Sam Tsuen）是一條位於香港元朗區八鄉的鄉村。

## 行政劃分
田心村是八鄉鄉事委員會其中一個鄉村代表。在選舉劃分上，該村被劃為八鄉南選區，現任區議員為黎永添。

## 外部連結
- 居民代表選舉田心村（八鄉）的劃定現有鄉村範圍（2019－2022年） （页面存档备份，存于）

22°25′26″N 114°04′12″E / 22.423998°N 114.069936°E